# Abies Sect. Piceaster
Секција Piceaster је део рода јела који обухвата две врсте, распрострањене на Пиринејском полуострву и планинама Магреба.
Врсте које спадају у ову секцију су:
- — алжирска јела
- — шпанска јела